# Liste der denkmalgeschützten Objekte in Goldwörth
Die Liste der denkmalgeschützten Objekte in Goldwörth enthält die zwei denkmalgeschützten, unbeweglichen Objekte der Gemeinde Goldwörth in Oberösterreich (Bezirk Urfahr-Umgebung).

## Denkmäler
| Foto |                 | Denkmal                                                     | Standort                             | Beschreibung | Metadaten |
| ---- | --------------- | ----------------------------------------------------------- | ------------------------------------ | --- | --- |
| ja   | Datei hochladen | Pfarrhof HERIS-ID: 13744 Objekt-ID: 9955                    | Hauptstraße 1 Standort KG: Goldwörth | Der spätbarocke, ehemalige Streckhof wurde zwischen 1783 und 1784 durch das Stift Sankt Florian errichtet, 1958 erfolgte die Aufstockung und der Umbau des ehemaligen Stalls. Der langgestreckte, zweigeschoßige Pfarrhof besitzt ein Walmdach, Rieselputzfassaden und eine Putzrahmengliederung. An der Nord- bzw. Südfront des Wohntrakts findet sich jeweils ein Mittelportal mit Stuckdekor.               | BDA-Hist.: Q38185045 Status: § 2a Stand der BDA-Liste: 2025-06-30 Name: Pfarrhof GstNr.: 2538/2                                        |
| ja   | Datei hochladen | Kath. Pfarrkirche hl. Alban HERIS-ID: 13743 Objekt-ID: 9954 | Hauptstraße Standort KG: Goldwörth   | Die Pfarrkirche von Goldwörth wurde im ersten Drittel des 16. Jahrhunderts im Stil der spätesten Gotik errichtet. Der Einbau der barocken Flachdecke und die Aufzonung des Turms erfolgte jedoch erst im 18. Jahrhundert. Im Inneren beherbergt der kleine, strebepfeilerlose Saalbau mit eingezogenem Chor mit 5/8-Schluss eine einheitliche, neogotische Einrichtung aus der Werkstatt von Josef Kepplinger. | BDA-Hist.: Q27458751 Status: § 2a Stand der BDA-Liste: 2025-06-30 Name: Kath. Pfarrkirche hl. Alban GstNr.: 2539 Pfarrkirche Goldwörth |